# Дымоуловитель

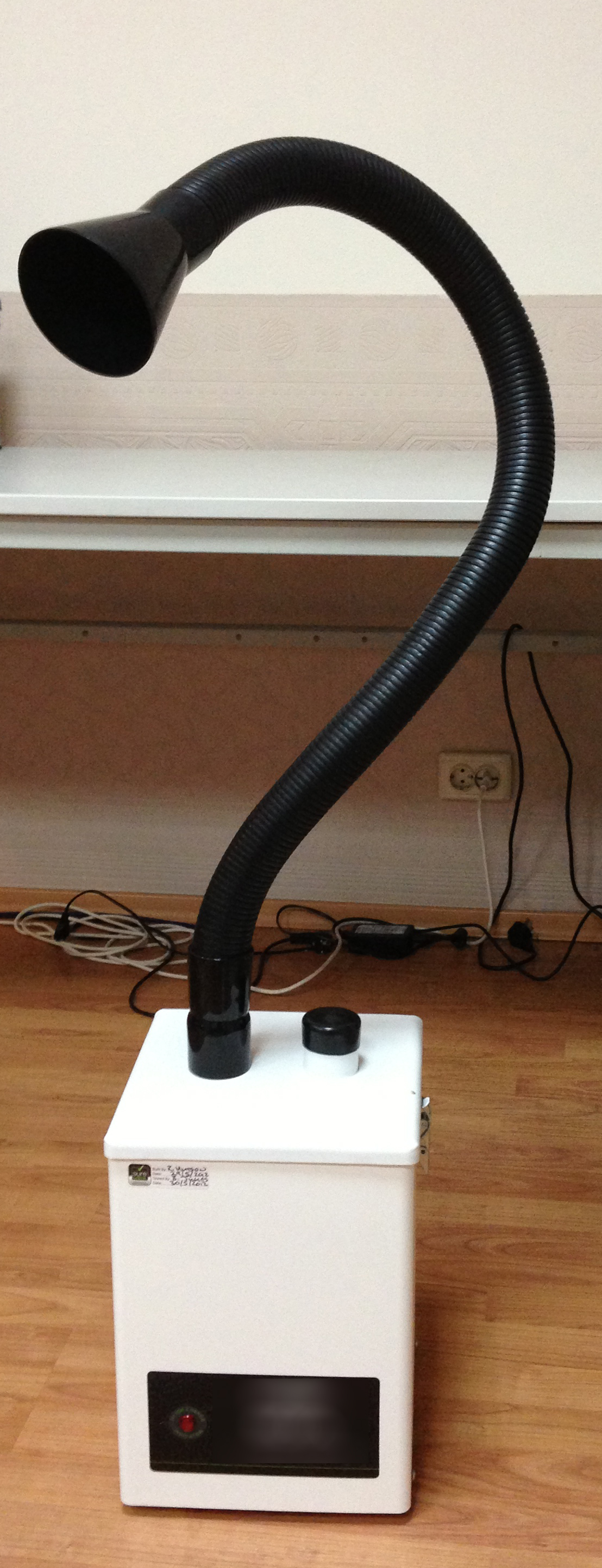
Дымоуловитель

Дымоуловитель (англ. fume extraction) — устройство для дымоудаления и фильтрации воздуха от мелких частиц и газов, образующихся в результате пайки, лазерной маркировки, резки, а также в некоторых операциях протезирования и т. п. На рынке представлены как простые малоэффективные дымоуловители без полноценной фильтрации, которые обеспечивают лишь отвод дыма от оператора, так и современные системы дымоудаления с несколькими степенями фильтрации, что позволяет максимально эффективно защитить оборудование и здоровье человека.

## Принцип действия
Обычно все дымоуловители обеспечивают свою работу за счет поэтапной фильтрации, которая состоит из предварительного HEPA фильтра и основного фильтра. 

### Предварительный фильтр

HEPA фильтр

Задачей данного фильтра является удержание основной пыли, грязи и крупных частиц для предотвращения преждевременного засорения основного фильтра.

### Основной фильтр
Данный фильтр может содержать активированный уголь, а иногда в основном состоит из него. Это требуется для удаления запаха и нейтрализации опасных газов. Также может иметь небольшой мелко ячеистый фильтр для удержания особо мелких частиц. Сейчас существуют фильтры, способные обеспечить эффективность очистки в 99,999995 % (U17).

## Применение
Дымоуловитель может применяться в различных областях, таких как: пайка, лазерная гравировка, резка лазером, стоматология (протезирование), косметология и т. п. Основной причиной использования дымоуловителя являются:
- Защита оборудования, повышение производительности

При обработке материала лазером в воздух попадет огромное количество сферических частиц, размером менее 1 микрона, данная взвесь осаждается на линзе лазера и провоцирует перегрев. Значительно снижаются параметры лазерной системы. А также при пайке излишняя задымленность мешает работе монтажника, что сильно задерживает процесс производства.
- Защита окружающей среды и здоровья человека

Содержащиеся в дыме после пайки пары свинца, канифоли, металла и прочих элементов способны нанести непоправимый вред окружающей среде и здоровью человека. В частности есть большой риск появления онкологических заболеваний. Особенно вредны Летучие Органические Соединения (Volatile Organic Compounds — VOC). Также выделяются и другие специфические соединения. Например, компонентные эпоксидные полимеры выделяют амины.

## Особенности современных систем дымоудаления
- Высокая эффективность — современные дымоуловители способны практически полностью (с эффективностью до 99,95 %) очистить поступивший воздух и вернуть его с той же температурой, не нарушая микроклимат помещения;
- Легкость установки и эксплуатации  — моноблоки устанавливаются отдельно и не требуют наличия вывода воздуховодов за пределы помещения и другого стационарного монтажа. Могут быть абсолютно легко перестановлены на новое место. Сменные фильтры, как правило, меняются без особых затруднений, благодаря специальным системам крепления;
- Утилизация  — использованные фильтры не требуют специальной утилизации, так как массовая доля опасных веществ не превышает допустимый максимум[1].